# 野口実 (BCL)
野口 実（のぐち みのる、1951年〈昭和21年〉 - ）は、日本のBCL家。

## 経歴
1951年埼玉県生まれ。早稲田大学第一商学部卒業。
埼玉県で高等学校の教諭を務めながら、『ラジオの製作』や『短波』（日本BCL連盟機関誌）などの雑誌に短波放送受信趣味（BCL）関連の寄稿を多く行い、著書も刊行している。
1970年代のBCLブームの中で、特にベリカード収集が過熱し、収集のみが目的化するような事態も発生したことについて、雑誌連載において「ベリカードはBCLの勲章だとよくいわれますが、ベリカードだけがBCLのすべてではないということを頭に浮かべて海外放送を楽しみたいものです」と諫めている。

## 著書

### 単著
- 『世界のベリカード─BC コレクション』（国際コミュニケーションズ、1975年）

### 共編著
- 『世界の放送─ BCLのすべて』（国際コミュニケーションズ、1975年）- 赤林隆仁との共同執筆、ニッポン放送編集。

### 雑誌別冊
- 『世界放送局めぐり for BCL』（『ラジオの製作』別冊。電波新聞社、1976年10月）
- 『世界放送局めぐり』（『ラジオの製作』別冊。電波新聞社、1978年9月）